# Cvetno zdravljenje
Cvetno zdravljenje je ena od vej zdravilstva, ki preučuje delovanje in uporabo cvetnih pripravkov, od katerih so najbolj poznani Bachovi cvetni pripravki, oziroma Bachove kapljice. Ta način zdravilstva je razvil dr. Edward Bach v tridesetih letih dvajsetega stoletja. Pri ljudeh se ti pripravki uporabljajo predvsem pri vsakodnevnih čustvenih in duhovnih stanjih (strah, neodločnost, nespečnost, utrujenost,... ) poleg tega se lahko uporabljajo tudi pri stresu. Uporabljajo se tudi pri živalih  in rastlinah.
Cvetni pripravek je razredčen izvleček cvetov rastlin, pripravljen na sončen način oziroma kot prevretek. Cvetni pripravki vsebujejo minimalen delež cvetja, pripravljenega v 50:50 mešanici vode in alkohola. Ker so pripravki močno razredčeni, nimajo okusa ali vonja po rastlini. Izdelovalci menijo, da izvleček vsebuje »vitalnost rastlin«, ki se lahko prenese na uporabnika. 

Posamezni cvetni pripravki zaenkrat niso bili znanstveno potrjeni, da bi bili učinkovitejši od placeba. Vendar pa je nedavna raziskava potrdila, da je »Rešilno zdravilo« lahko primerna pomoč v stresnem okolju, da se oseba hitreje pomiri.

## Osnovna načela cvetnega zdravljenja
Ključna Bachova misel: »V naravi je vse enostavno,« se odraža v osnovni filozofiji cvetnega zdravljenja, torej v razumevanju načina povezanosti človekove osebnosti z dušo kot tudi z okoljem v katerem živi. Naraven je tudi način izdelave, priprave, izbira, uporaba in delovanje cvetnih pripravkov pri vzpostavljanju notranjega ravnovesja.
Pristna človekova narava (ang. Being Yourself) se izrazi, kadar je osebnost (ang. Personality) usklajena z dušo oz. višjim jazom (ang. Higher Self) in okoljem, v katerem živi. Za to stanje je značilno notranje ravnovesje (ang. Balance), jasnost misli, duševna mirnost, okrepljena življenjska moč in telesno zdravje. Notranje neravnovesje (ang. Imbalance) se pojavi, kadar je osebnost neusklajena z dušo oziroma z okoljem, v katerem živi. To stanje lahko povzroči bolezen najprej na duhovnem, duševnem in končno tudi na telesnem nivoju.
- Uporaba cvetnih pripravkov: ne zahteva medicinskega predznanja in se lahko samostojno uporabljajo kot razredčena vodna raztopina cvetnih pripravkov, in sicer s kapalko neposredno na jezik. Ti pripravki so naravni in so lahko dopolnilo ostalim oblikam zdravljenja, ne moremo jih predozirati in ne povzročajo odvisnosti.[4]
- Priprava cvetni pripravek je vodni izvleček življenjske moči rastlin, pripravljen iz cvetov na sončen način oziroma kot prevretek.
- Izbira cvetnih pripravkov temelji na duševnosti osebe: trenutno počutje, miselna naravnanost in značaj osebe.
- Delovanje cvetnih pripravkov je pri ljudeh opazno kot okrepljeno notranje ravnovesje. V tem stanju oseba hitreje prevzame pobudo v svojem življenju, kar sproži samozdravljenje (ang. Heal Thyself) in sicer kot hitrejše samostojno ozaveščanje negativnih osebnostnih lastnosti in njihovo preobražanje v pozitivne osebnostne lastnosti.
- Življenjska moč: Po besedah Aristotla, utemeljitelja vitalizma, imajo vsa živa bitja svojevrstno življenjsko moč, katera jim omogoča življenje, rast, razmnoževanje, čutenje, in ljudem tudi razmišljanje. Poleg tega je pomemben del vitalnosti tudi naravna odpornost živih bitij proti boleznim in škodljivcem.

## Seznam Bachovih cvetnih pripravkov
Spodaj opisani sistem 38 Bachovih cvetnih pripravkov  in »Rešilnega zdravila« je razvil dr. Edward Bach (1886 – 1936), ki je utemeljitelj cvetnega zdravljenja.
- Beli kostanj - notranji samogovori in dialogi
- Bodika - ljubosumje, zavist, nevoščljivost
- Bor - občutki krivde
- Brest - preobremenjenost z odgovornostjo
- Bukev - netolerantnost
- Češnjina sliva - strah pred ravnanjem v afektu
- Dob za delovne ljudi, ki se preveč trudijo in razdajajo
- Gaber - mentalna izčrpanost, občutek »ponedeljkovega jutra«
- Gorjušica - globoka žalost brez znanega vzroka
- Kostanjev popek za ljudi, ki stalno ponavljajo iste napake in se iz njih nič ne naučijo
- Kovačnik - hrepenenje po preteklosti
- Krinkar - prestrašenost, plahost, pri vseh vrstah znanih strahov
- Lesnika pri občutku nečistosti
- Macesen - pomanjkanje samozavesti
- Majnik - telesni in duševni pretresi
- Mešič pomaga pri odločitvi med dvema različnima možnostima, neodločenost
- Močvirska grebenika - občutek večvrednosti in zadržanosti
- Nedotika - nepotrpežljivost
- Oljka - telesna in duševna izčrpanost
- Oreh - zaščita pred zunanjimi vplivi
- Potrošnik - posesivnost, sebičnost
- Pravi kostanj - tesnoba
- Rdeči kostanj - pretirana skrb za naše bližnje
- Repik - oseba prikriva svoj notranji nemir
- Rožič - išče potrditev in nasvete drugih
- Sončece - občutki notranje panike
- Sporiš - napetost, hiperaktivnost, pretirana navdušenost
- Srobot - pomanjkanje zanimanja za sedanjost
- Stoklasa - pri iskanju naše življenjske poti
- Svišč - malodušnost, pesimizem
- Šipek - vdanost v usodo, brezvoljnost
- Tavžentroža - šibka volja in pretirana reakcija na želje drugih
- Trepetlika - nerazložljivi strahovi
- Uleks - potrtost in obupanost
- Vinska trta za tiste, ki preveč vsiljujejo svojo voljo drugim
- Vrba - samopomilovanje in prikrita jeza
- Vresa za osebe ki so usmerjene zgolj nase
- Studenčnica za pretirano puščavniške osebe, trdota do samega sebe
- »Rešilno zdravilo« je mešanica petih cvetnih pripravkov (Češnjina sliva, Majnik, Nedotika, Sončece, Srobot), *ki pomaga pri vseh vrstah šokov.

## Zanimivosti

### »Bachovi«cvetni plesi
»Bachovi« cvetni plesi so skupinski plesi v krogu, spremljani z ljudsko glasbo različnih evropskih narodov, predvsem baltskih. Razvila jih je Latvijka Anastasia Geng, ki je živela v Nemčiji, v 90.tih letih dvajsetega stoletja, in sicer iz baltskih ljudskih plesov. Ti plesi se navezujejo na 38 Bachovih cvetnih pripravkov oziroma Bachovih kapljic. Med plesom se lahko pomirimo, sprostimo ter začutimo svojevrstne energije posameznih rastlin, ob čemer se tudi zdravimo.
Plese v krogu za Bachove cvetove na Nemškem poučuje Marianne von Schwichow, v svetu pa je k njihovemu razširjanju največ prispevala Martine Winnington

## Povezave
- Bachovo središče (angleško)
- Bach Flower Research Programme (angleško)
- FES - kalifornijsko središče  (angleško)
- opis cvetnega zdravljenja [mrtva povezava]
- Skeptic's Dictionary on Bach Flower therapy (angleško)

### Raziskave in poskusi
- Complementary Health Practice Review Arhivirano 2007-10-15 na Wayback Machine.: Healing With Bach® Flower Essences (angleško)
- Journal of Psychosomatic Research: Personality traits predict response to Bach flower remedies (angleško)
- National Institutes of Health: Bach Flower Remedies no more effective than Placebo (angleško)